# Dolecta egipan
Dolecta egipan is een vlinder uit de familie van de Houtboorders (Cossidae). De wetenschappelijke naam van de soort is voor het eerst gepubliceerd in 1923 door Paul Dognin.
De lengte van de voorvleugel bedraagt 22 millimeter.
De soort komt voor in Brazilië (Mato Grosso, Santa Catarina, Espirito Santo).